# La Peau d'un homme
Pour plus de détails, voir Fiche technique et Distribution.
La Peau d'un homme est un film français réalisé par René Jolivet, sorti en 1951.

## Synopsis
L'ami de Simone est assassiné et la jeune femme est mise en cause. Un journaliste, Bernard Landry, réussit à prouver son innocence avant d'être lui-même démasqué par un enquêteur.

## Fiche technique
- Titre : La Peau d'un homme
- Réalisation : René Jolivet
- Scénario et dialogues : René Jolivet
- Décors : Roland Quignon
- Costumes : Maggy Rouff
- Photographie : Philippe Agostini
- Montage : Marguerite Beaugé
- Musique : Jean Ledrut
- Son : Louis Perrin
- Production : Les Films Roger Richebé - Ydex Films
- Pays de production : France
- Format : Noir et blanc — 35 mm — 1,37:1 — Son mono
- Genre : Film policier
- Durée : 98 minutes
- Date de sortie : 
  - France : 9 mars 1951

## Distribution
- Roger Pigaut : Bernard Landry
- Colette Ripert : Simone Mareuil
- Pierre Larquey : Frédéric Sabat
- Madeleine Suffel : La concierge
- Yves Deniaud : Daniel Mareuil
- Paul Amiot : Lejeune
- Jean Gaven : Moussac
- André Carnège : Le commissaire
- Jean Daurand : Le patron du café
- Claire Gérard : Mlle Mathieu
- Roger Rafal : L'inspecteur Leroy
- Camille Guérini : Le juge d'instruction
- Henri Murray : un inspecteur
- Maurice Nasil : M. Brisomme
- Jacky Gencel : Paul
- Raymond Pélissier